# Die Informantin
Die Informantin ist ein deutscher Kriminal-Fernsehfilm von 2016. Er handelt von einer Studentin, die verdeckt unter Drogendealern ermittelt. Die Hauptrolle spielte Aylin Tezel unter der Regie von Philipp Leinemann.

## Handlung
Die junge Jura-Studentin Aylin wird von einem deutschen Gericht zu fünf Jahren Gefängnis verurteilt. Um der Haft zu entgehen und sich das Studium zu finanzieren, geht sie auf das Angebot der Stuttgarter Drogenfahndung ein, als verdeckte Ermittlerin zu arbeiten und den Drogendealer Musab auszuspionieren. Sie ist gegenüber ihren Verwandten zur Verschwiegenheit betreffs der Arbeit verpflichtet. Nach Beginn der verdeckten Ermittlungsarbeit hat sie bald eine Affäre mit Drogenfahnder Jan, der mit seiner Kollegin Hannah ihre Arbeit überwacht, ihr aber verschweigt, dass Musab schon einen Mord begangen hat.
Nachdem Aylin das Vertrauen von Musab gewonnen hat, verstößt sie mehrfach gegen die von Jan und Hannah aufgestellten Regeln und begibt sich dabei in Gefahr. Zum Beispiel ruft sie ihre Schwester an und fotografiert ein Treffen Musabs mit seinem Geschäftspartner. Dennoch liefert sie den Fahndern nützliche Erkenntnisse. Auf deren Anweisung hin bringt sie in Musabs Handy einen Peilsender an. Von Musab erfährt sie, dass er seinen Cousin ermordet hat, weil der sich gegen ihn gewandt hatte. Nun erkennt sie, dass Jan ihr den Mord verschwiegen hat, weil Musabs Cousin auch für die Drogenfahndung verdeckt ermittelt hat. Danach sabotiert sie die von der Polizei observierte Übergabe einer Drogenlieferung an Musabs Geschäftspartner Hofmann und verhilft Musab so zur Flucht vor der Polizei, die Hofmann und Aylin festnimmt. Musab stellt sich etwas später der Polizei, unter der Bedingung, dass Aylin freigelassen wird. Am Ende erklärt sie Jan, dass sie nur Sex mit ihm hatte, um heimlich davon ein Video anzufertigen.

## Veröffentlichung
Das Erste strahlte den Film erstmals am 19. März 2016 im Hauptabendprogramm aus. Die Reichweite betrug 5,5 Millionen Zuschauer.

## Kritik
Der Film-Dienst beurteilte den Film als ziemlich spannenden „Krimi mit einer sehr abenteuerlichen Handlungskonstruktion, die durch überzeugende Darsteller und eine souveräne Bild- und Tonsprache aber weitgehend wettgemacht wird.“
In der FAZ kritisierte der Autor den Film als „von Anfang bis Ende völlig unglaubhaft“ und das Drehbuch als „ein herrlich blödsinniges Drehbuch“. Dennoch sei der Film anrührend und lebe großteils von der Verführungskunst der Hauptdarstellerin.

## Fortsetzung
Es entstand eine Fortsetzung unter dem Titel Die Informantin – Der Fall Lissabon, die am 13. April 2019 im Ersten erstausgestrahlt wurde.